# Colostygia latifasciata
Colostygia latifasciata är en fjärilsart som beskrevs av Leo Schwingenschuss 1918. Colostygia latifasciata ingår i släktet Colostygia och familjen mätare. Inga underarter finns listade i Catalogue of Life.